# The Apprentice (film)
The Apprentice är en biografisk dramafilm regisserad av Ali Abbasi. Filmen hade världspremiär vid filmfestivalen i Cannes maj 2024 där den tävlade om Guldpalmen. För manuset står den politiska journalisten Gabriel Sherman som tidigare skrivit en uppmärksammad biografi om skandalomsusade Roger Ailes.
Filmen utspelar sig under 1970- och 1980-talet och skildrar Donald Trumps karriär som fastighetsaffärsman och dennes relation till mentorn och advokaten Roy Cohn. Trump porträtteras i filmen av Sebastian Stan och Cohn spelas av Jeremy Strong.
Filmen har väckt uppmärksamhet. Trump hotar att stämma Abbasi för filmen och hans talesperson menar att filmen är förtal och ren fiktion som sensationaliserar lögner som sedan länge har motbevisats. Filmkritikerna menar att filmen egentligen inte har något nytt att säga om Trump, men berömde dess skådespelarinsatser, i synnerhet från Jeremy Strong.

## Rollista i urval
- Sebastian Stan – Donald Trump
- Jeremy Strong – Roy Cohn
- Maria Bakalova – Ivana Trump
- Martin Donovan – Fred Trump
- Catherine McNally – Mary Anne Trump
- Charlie Carrick – Fred Trump Jr.
- Ben Sullivan – Russell Eldridge
- Jason Blicker – George Steinbrenner
- Mark Rendall – Roger Stone
- Joe Pingue – Anthony Salerno
- Bruce Beaton – Andy Warhol
- Ian D. Clark – Ed Koch
- Tom Barnett – Rupert Murdoch
- Stuart Hughes – Mike Wallace